# Torre de televisión de Alma Ata
La Torre de televisión de Alma Ata o simplemente Torre de Alma Ata fue construida entre 1975 y 1983 en la ciudad de Almatý, Kazajistán. La torre se encuentra en las laderas altas de la montaña Kok Tobe (en kazajo: Көктөбе significa "cerro azul") al sureste de la ciudad.
A diferencia de otras torres de telecomunicaciones construidas por la desaparecida Unión Soviética, no es de concreto armado sino de acero tubular. Es la más alta del mundo de este material.
Mide 371,5 m de altura y supera los 1000 metros sobre el nivel del mar. Dispone de dos terrazas de observación a la altura de 146 m y 252 m, que se puede acceder por dos ascensores de alta velocidad. No obstante, no está abierta al público. La torre fue construida por los arquitectos Terziev, Savchenko, Akimov y Ostroumov. Como la ciudad del Almatý es particularmente vulnerable a los terremotos, la torre fue diseñada para resistir terremotos de hasta un grado de 10 en la escala de Richter.